# Торрес-де-Сателіте
Торрес-де-Сателіте («Вежі-супутники») — група скульптур, розташованих у районі Сьюдад-Сателіте міста Наукальпан-де-Хуарес, штат Мехіко, Мексика. Одна з перших у Мексиці міських скульптур великих розмірів, планування якої розпочалося в 1957 році відомим мексиканським архітектором Луїсом Барраганом, художником Хесусом Рейєсом Феррейрою та скульптором Матіасом Геріцом. Спочатку планувалося, що проєкт буде складатися з семи веж, причому найвища з них досягатиме висоти 200 метрів (приблизно 650 футів), але скорочення бюджету призвело до побудови лише п’яти веж, із найвищою 52 метри та найменшою 30 метрів.

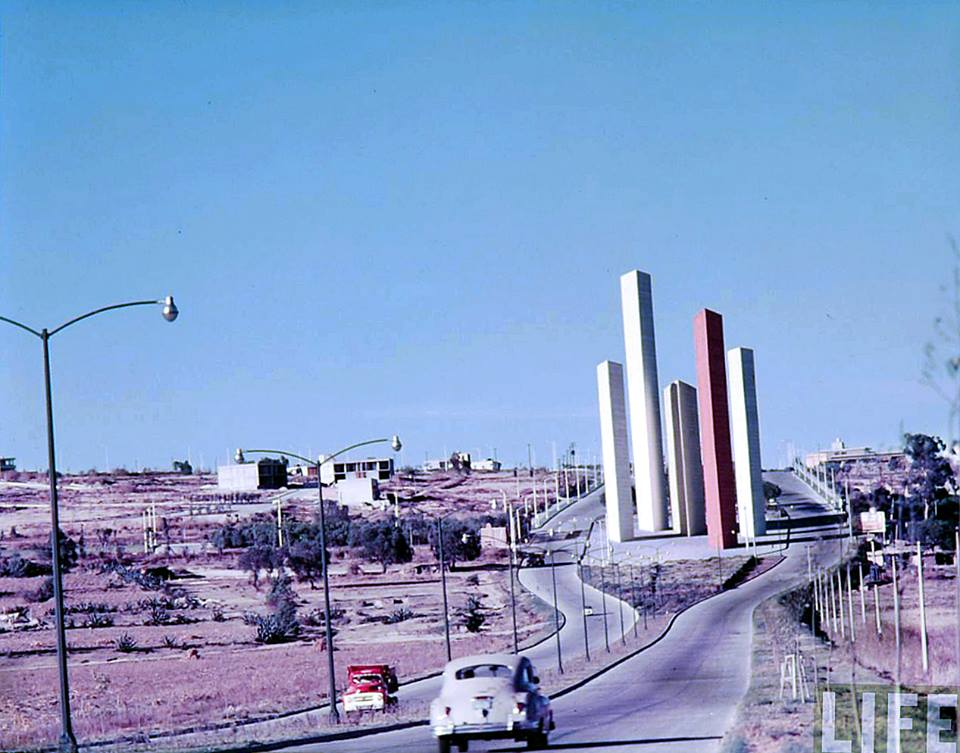
Вежі в оригінальних кольорах 1957 року

Спочатку Геріц хотів, щоб вежі були пофарбовані в різні відтінки помаранчевого, але пізніше змінив свою думку через тиск з боку будівельників та інвесторів. Нарешті було вирішено, що буде по одній вежі червоного, синього та жовтого кольорів, основних кольорів, і дві білих.

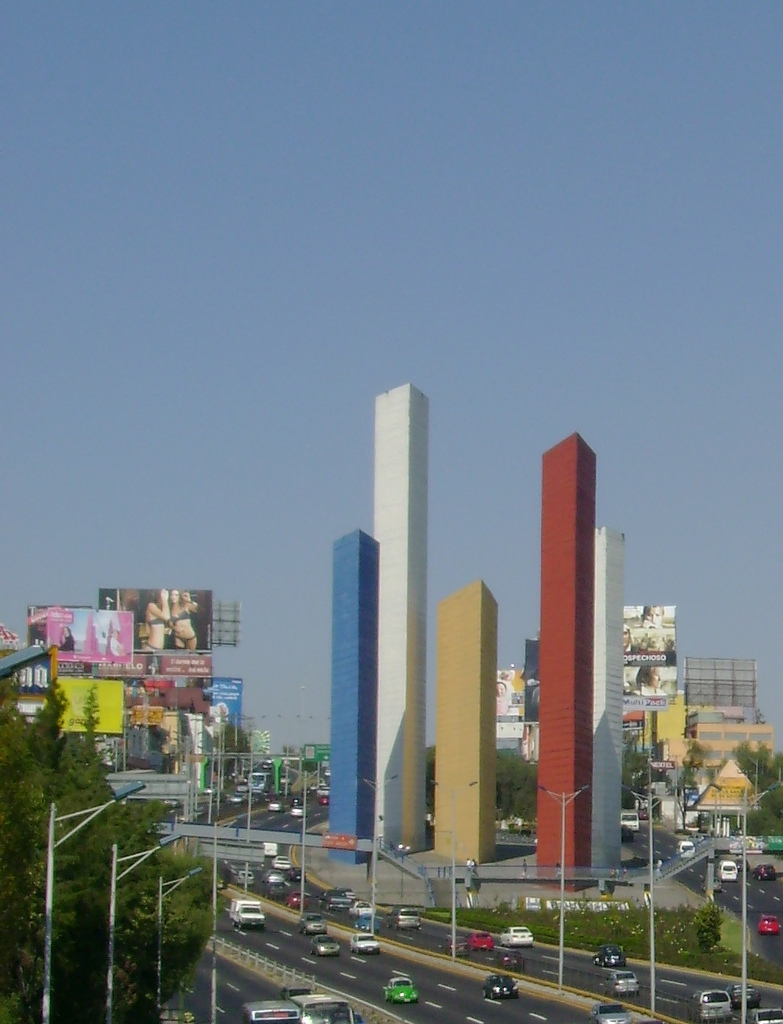
Торрес-де-Сателіте

Таким чином, у перших числах березня 1958 року було урочисто відкрито вежі Торрес-де-Сателіте як символ новонародженого та сучасного Сьюдад-Сателіте.

## У масовій культурі
Вежі використані в сюрреалістичному фільмі «Свята гора» Алехандро Ходоровського. Неназваного головного героя підіймають на червону вежу, куди він потрапляє через круглий отвір у її боці (намальований для цілей фільму). Усередині він стикається з Алхіміком і починає метафізичну трансформацію.